# Peugeot 407 Coupé
 (avril 2023).
Si vous disposez d'ouvrages ou d'articles de référence ou si vous connaissez des sites web de qualité traitant du thème abordé ici, merci de compléter l'article en donnant les références utiles à sa vérifiabilité et en les liant à la section « Notes et références ».
La 407 Coupé est une berline coupé du constructeur automobile français Peugeot et la troisième variante de carrosserie de la 407.

## Histoire

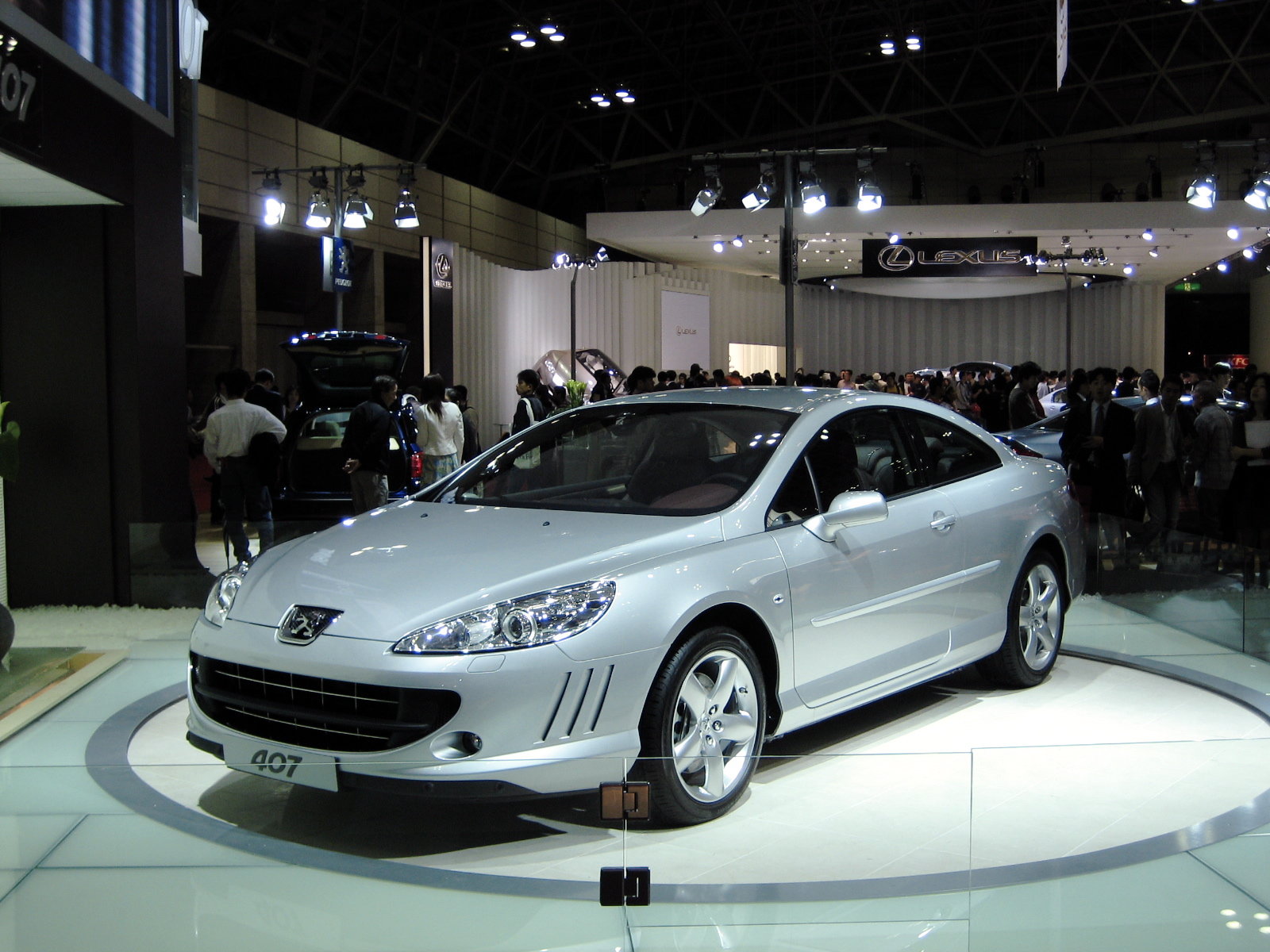
Peugeot 407 Coupé lors du Tokyo Motor Show de 2005.

Présentée au Salon de Francfort en septembre 2005, elle succède à la Peugeot 406 Coupé dessinée par Pininfarina. La 407 Coupé a été annoncée quelques mois plus tôt par le prototype 407 Prologue, déjà résolument fidèle au modèle final.    
Sa commercialisation est annoncée pour le mois de novembre de la même année.    
Elle prend fin en décembre 2011.

## Caractéristiques

### Design

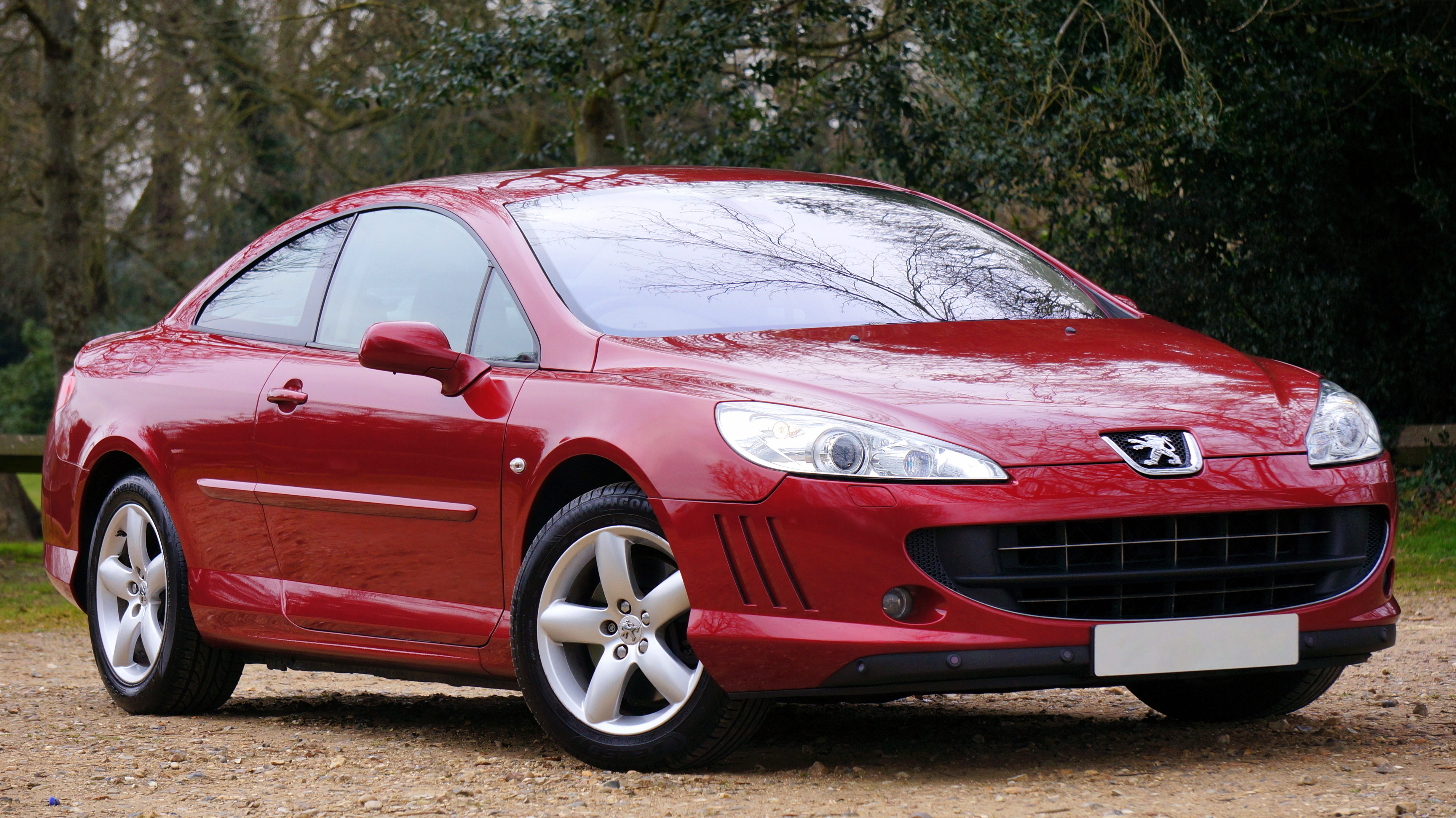
407 Coupé.

Le design est de Gérard Welter, directeur du centre de style Peugeot. Par rapport à son prédécesseur, stylistiquement plus détaché de la 406 berline, la 407 Coupé montre une parenté stylistique claire avec la version berline,. Les différences majeures sont l'épaisseur du Coupé, plus bas et mince que la berline, et la grande bouche avant entourée de trois fentes de chaque côté, semblables à des branchies. Les piliers centraux, qui sont à peine mentionnés sur la berline, disparaissent complètement ici, rendant la ligne encore plus propre. L'arrière est également fortement redessiné, avec un pare-chocs massif, complètement lisse, et de nouveaux bloc optiques plus profilés. Les fentes latérales sur le pare-chocs avant ne servent pas à faire passer l'air vers l'habitacle, elles ne sont présentes que pour le design. Elle ne partage presque aucune pièce de carrosserie avec la berline. C'est le plus grand coupé produit par Peugeot.

### Performances
Équipé du moteur le plus puissant (3.0 V6 HDi 241), le coupé 407 possède un rapport poids puissance de 7,5 kg/ch et effectue le 0 à 100 km/h en 7,7 secondes.

### Motorisations[8]
| Version    | Carburant | Puissance             | Puissance fiscale | Couple               | 0 à 100Km/h | vitesse Max |
| ---------- | --------- | --------------------- | ----------------- | -------------------- | ----------- | ----------- |
| 2.2 16 V   | Essence   | 163 ch à 5875 tr/min  | 11ch              | 219 Nm à 4150 tr/min | 9.6 s       | 222 km/h    |
| 3.0 V6     | Essence   | 211 ch à 6000 tr/min  | 14ch              | 290 Nm à 3750 tr/min | 8.7 s       | 235 km/h    |
| 2.0 HDI    | Diesel    | 136 ch à 4000 tr/min  | 8ch               | 320 Nm à 2000 tr/min | 10.5 s      | 203 km/h    |
| 2.0 HDI    | Diesel    | 163 ch à 3750 tr/min  | 9ch               | 340 Nm à 2000 tr/min | 9.1 s       | 210 km/h    |
| 2.7 V6 HDI | Diesel    | 204 ch à 4000 tr/min  | 13ch              | 440 Nm à 1900 tr/min | 8.3 s       | 230 km/h    |
| 3.0 V6 HDI | Diesel    | 241 ch à 3 800 tr/min | 15ch              | 450 Nm à 1600 tr/min | 7.7 s       | 245 km/h    |

### Équipements
La 407 coupé utilise des freins à disques ventilés.
Elle est équipée de l'air conditionné bi-zone et du radar de recul.
Les surfaces vitrées sont en verre feuilleté, permettant une meilleure isolation des bruits extérieurs. De plus, le pare-brise est équipé d'un traitement athermique afin de laisser passer la lumière tout en filtrant le rayonnement infrarouge, source de chaleur non désirable. 
Elle propose plusieurs finitions: 
De 2005 à 2007: 
- SPORT : ESP avec antipatinage. Six airbags. Climatisation automatique bi-zone. Radar de recul. Capteur de pression des pneus. Radio CD. Jantes en alliage 17 pouces « alopias ». Projecteurs au xénon. Antibrouillards. Direction assistée. Pack électrique. Régulateur/limiteur de vitesse. Rétroviseurs rabattables électriquement. Capteurs de pluie et de lumière. Ordinateur de bord. Volant réglable en hauteur et en profondeur. Amortissement piloté sur V6.

- Sport Pack (en plus de Sport). Aide au stationnement avant. Changeur de CD. Kit JBL. Projecteurs directionnels. Sièges avant chauffants. Pack cuir. Jantes en alliage 17 pouces « alopias » (ou jantes 18 pouces en option)

- Griffe (en plus de Sport Pack). Peinture métallisée, GPS couleur, Pack cuir intégral, Jantes en alliage 18 pouces « alopias »

De 2007 à 2011:
- SPORT : ESP avec antipatinage. Six airbags. Airbag de genoux conducteur. Climatisation automatique bi-zone. Radar de recul. Capteur de pression des pneus. Radio CD. Jantes en alliage. Projecteurs au xénon. Antibrouillards. Direction assistée. Pack électrique. Régulateur/limiteur de vitesse. Rétroviseurs rabattables électriquement. Capteurs de pluie et de lumière. Ordinateur de bord. Volant réglable en hauteur et en profondeur. Amortissement piloté sur V6.

- Féline (en plus de Sport). GPS couleur. Projecteurs au xénon directionnels. Sellerie en cuir. Sièges avant électriques et chauffants. Alarme. Changeur de CD. Volant à réglages électriques. Peinture métallisée. Aide au stationnement avant.

- Série spéciale NavTeq. Base Sport avec sellerie mi-cuir et GPS couleur.

- Finition GT avec le 3.0 V6 HDi. Base Féline avec l'amortissement piloté et jantes en alliage de 19 pouces « Nineteen ».

### Jantes
La Peugeot 407 coupé propose 2 modèles de jantes :

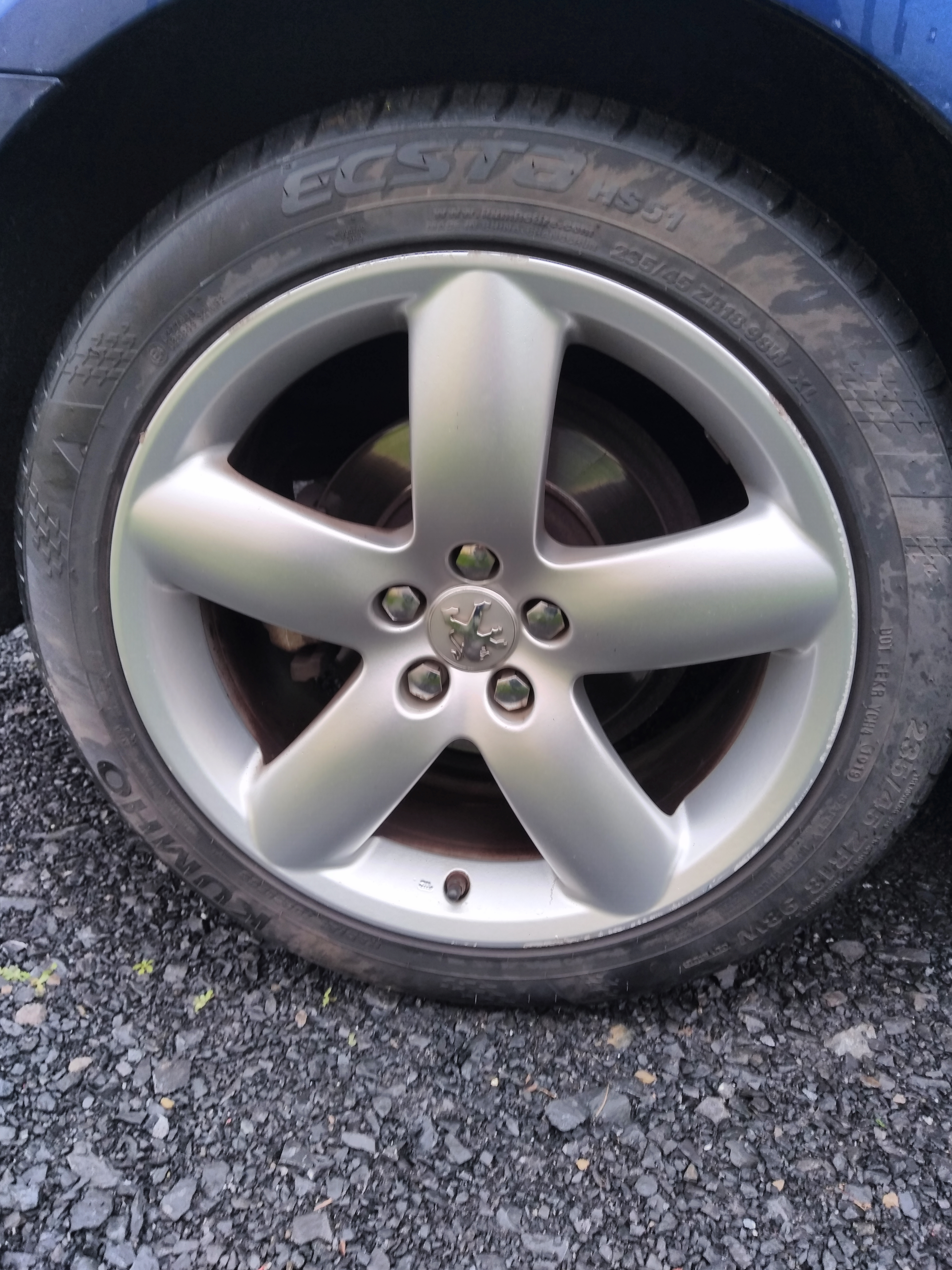
Jante "Alopias" 18 pouces.
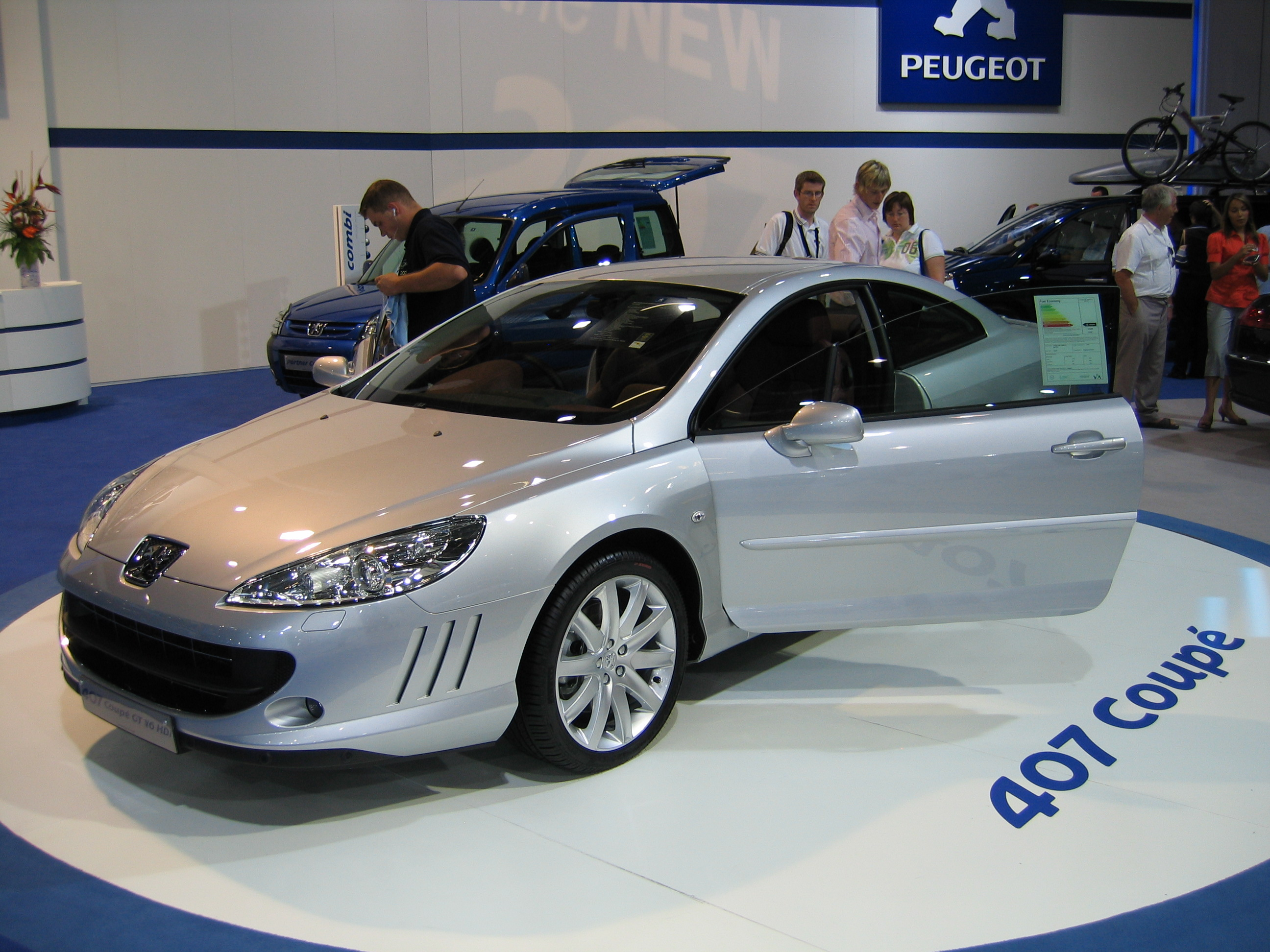
Jantes « Nineteen » 19 pouces

## Réception
A sa présentation en 2005, les avis sont assez mitigés. En effet, la 407 Coupé a la mission de remplacer le Coupé 406, dessiné par Pininfarina, qui avait reçu de nombreuses récompenses pour la qualité de son design, notamment le prix de la plus belle voiture de l'année. Son design fut alors critiqué, jugé « lourdaud », trop proche de la berline.
Certaines de ses qualités furent cependant saluées : le confort, la finition en hausse, les équipements ou encore ses moteurs V6 HDI,.
Produite à 35 800 exemplaires, elle enregistre environ 3 fois moins de ventes que sa devancière, produite à 110 000 exemplaires.

## Sources
Cet article a été partiellement traduit de la page Peugeot 407 italienne et espagnole.
1. ↑  « PEUGEOT 407 Coupé (Version série) », sur www.caradisiac.com (consulté le 19 avril 2023)
2. 1 2  « PEUGEOT 407 Prologue - Salon de Genève 2005 - Motorlegend.com », sur www.motorlegend.com (consulté le 19 avril 2023)
3. 1 2  « Peugeot 407 Coupé (Francfort 2005) - Le Grand Tourisme à la française », sur Challenges, 8 août 2005 (consulté le 19 avril 2023)
4. ↑  « Peugeot 407 Coupe Laquelle choisir ? », sur www.largus.fr (consulté le 12 mai 2024)
5. ↑  « Article : Peugeot 407 Coupé : une difficile succession », sur www.carjager.com (consulté le 19 avril 2023)
6. ↑  « Avez-vous un grand garage ? », sur VROOM.be (consulté le 19 avril 2023)
7. ↑  « Fiche technique et performances de la Peugeot 407 Coupé 3.0 V6 Hdi 240 ch (2009⇒2011) », sur zeperfs.com, 20 décembre 2020 (consulté le 19 avril 2023)
8. 1 2  « Peugeot 407 Coupe Laquelle choisir ? », sur www.largus.fr (consulté le 19 avril 2023)
9. ↑  « Essai Peugeot 407 Coupé V6 3.0 », sur Asphalte.ch, 16 juin 2006 (consulté le 19 avril 2023)
10. ↑  Coupé 407, 13 p. (lire en ligne), p. 4
11. ↑  « Plus belle voiture de l'année : l'historique depuis 1987 / De quoi s'agit-il ? », sur www.fiches-auto.fr (consulté le 21 avril 2023)
12. 1 2 3  Caradisiac.com, « La beauté des laides - Coupé Peugeot 407 : l'impossible succession », sur Caradisiac.com (consulté le 21 avril 2023)
13. ↑  « PEUGEOT 407-COUPE V6 - ESSAI », sur L Automobile Sportive, le guide des voitures de sport (consulté le 21 avril 2023)
14. ↑  « Photo 17 - Peugeot 407 coupé chiffres de ventes - Peugeot. Les modèles les moins produits de l’histoire », sur www.largus.fr (consulté le 21 avril 2023)